# O Vicedo
O Vicedo (spanisch Vicedo) ist eine spanische Gemeinde (Concello) mit 1.589 Einwohnern (Stand: 2024) in der Provinz Lugo der Autonomen Gemeinschaft Galicien.

## Geografie
O Vicedo liegt am nordwestlichen Rand der Provinz Lugo an der Biscaya und an der Grenze zur Nachbarprovinz A Coruña, ca. 80 Kilometer nördlich der Provinzhauptstadt Lugo.
Umgeben wird O Vicedo von den drei Nachbargemeinden:
|                  | Atlantischer Ozean                          | Atlantischer Ozean |
| Mañón (A Coruña) | Kompassrose, die auf Nachbargemeinden zeigt | Viveiro            |
|                  | Ourol                                       |                    |

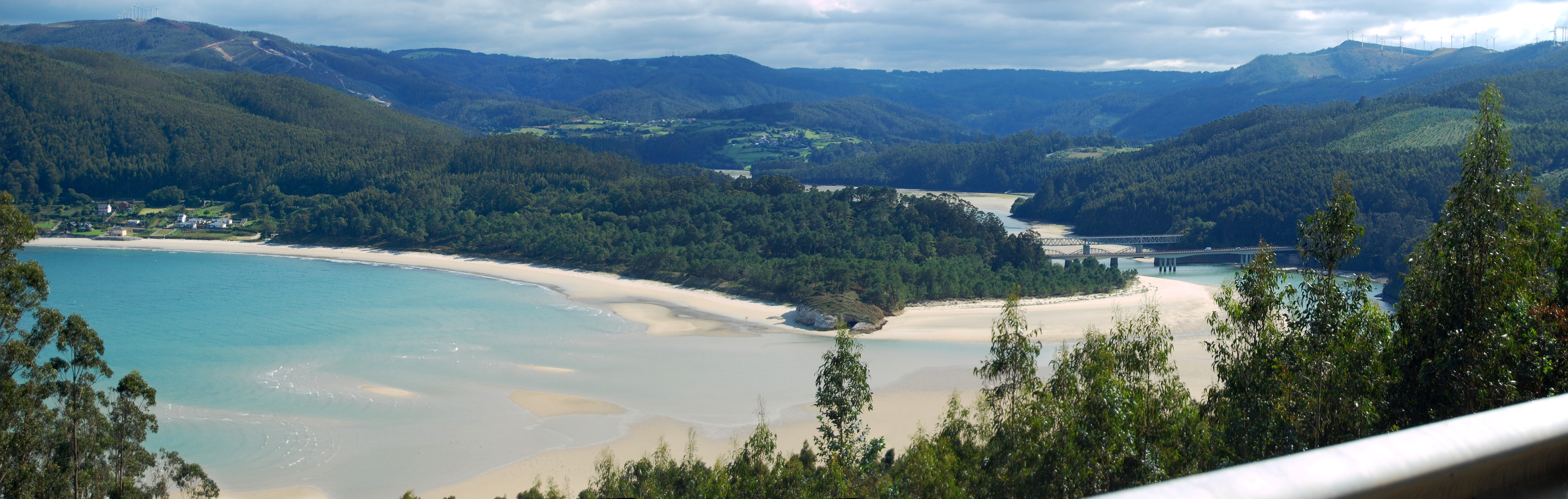
Blick auf die Mündung des Río Sor in die Ría del Barquero
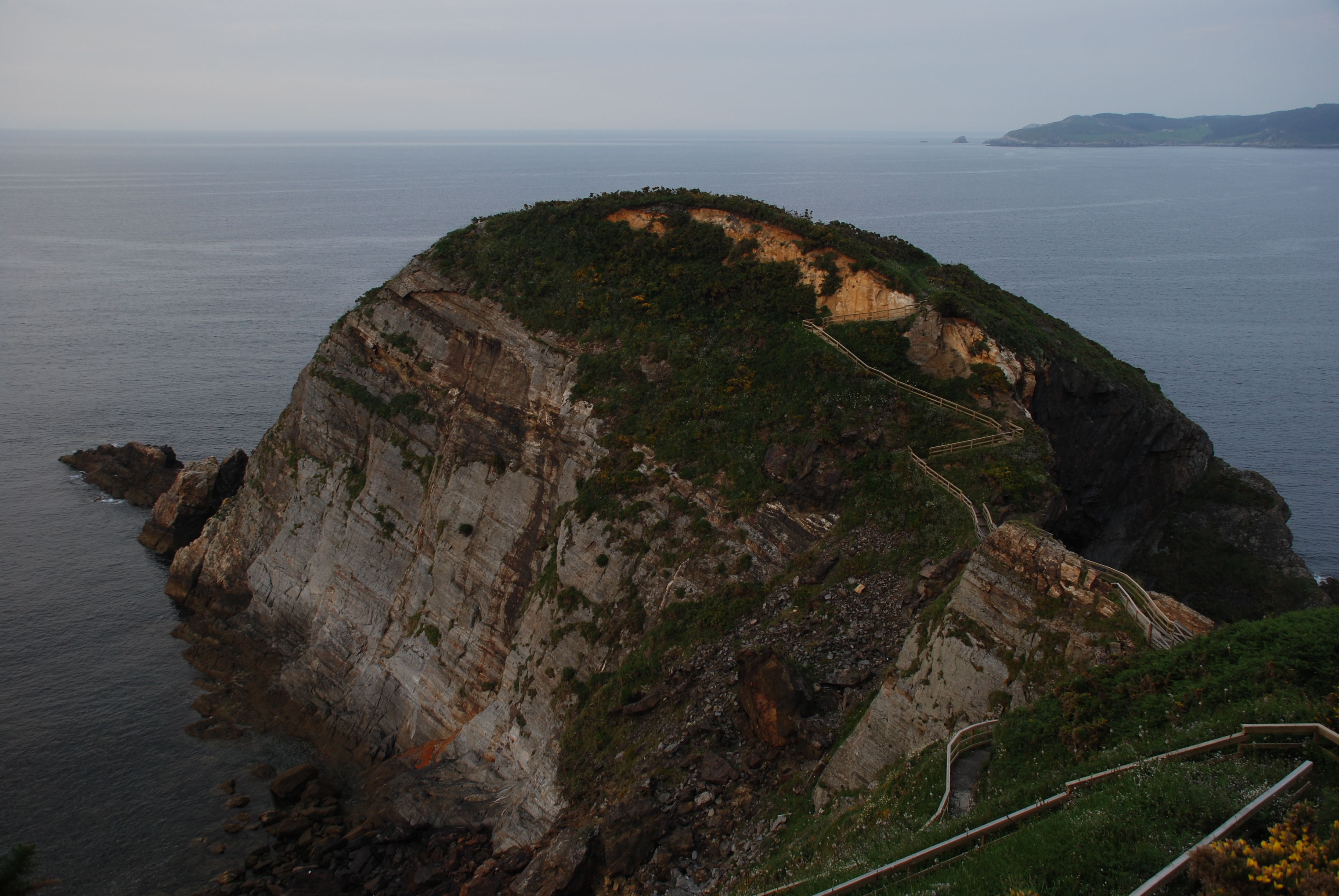
Felsvorsprung im Schutzgebiet

O Vicedo ist ein Hafen- und Badeort an der Kantabrischen See mit der kleinen vorgelagerten Insel Colleira, ca. 500 Meter vom Festland getrennt. Der Río Sor bildet die natürliche Grenze zur westlichen Nachbargemeinde Mañón. Er mündet als Ría del Barquero bei O Vocedo in den Ozean. Das Oberflächenrelief des Gemeindegebiets ist bis auf das Tal des Sor hügelig mit verhältnismäßig geringen Höhen. Höhere Erhebungen sind beispielsweise der der O Padró (512 m) und der O Carranco (542 m) im Süden des Gemeindegebiets.
Der Großteil der Küstenstreifens der Gemeinde ist seit 2004 als Schutzgebiet des Natura 2000-Netzes mit einer Gesamtgröße von 852 Hektar ausgewiesen, seit 2014 als Special Area of Conservation.
Der gesamte Küstenstreifen der Gemeinde inklusive der Insel Colleira ist gleichzeitig seit 2004 Bestandteil eines weiteren Schutzgebiets des Natura-2000-Netzes mit einer Gesamtgröße von 491 Hektar ausgewiesen, seit 2014 als Special Area of Conservation. Das Gebiet erstreckt sich auch über weite Teile der Nachbargemeinde Xove.

## Klima
|                        | Jan  | Feb  | Mär  | Apr  | Mai  | Jun  | Jul  | Aug  | Sep  | Okt  | Nov  | Dez  |   |      |
| Mittl. Temperatur (°C) | 9,3  | 9    | 10,3 | 11,5 | 13,7 | 16,5 | 18,3 | 18,9 | 17,7 | 15,3 | 11,6 | 10,1 | ⌀ | 13,5 |
| Mittl. Tagesmax. (°C)  | 11,5 | 11,7 | 13,3 | 14,6 | 16,7 | 19,6 | 21,4 | 22   | 20,9 | 18,2 | 13,9 | 12,4 | ⌀ | 16,4 |
| Mittl. Tagesmin. (°C)  | 7,2  | 6,6  | 7,6  | 8,7  | 10,8 | 13,7 | 15,5 | 16,2 | 15,1 | 12,8 | 9,6  | 7,9  | ⌀ | 11   |
|                        |      |      |      |      |      |      |      |      |      |      |      |      |   |      |
| Niederschlag (mm)      | 132  | 102  | 97   | 108  | 83   | 60   | 45   | 53   | 79   | 125  | 147  | 124  | Σ | 1155 |
|                        |      |      |      |      |      |      |      |      |      |      |      |      |   |      |
| Sonnenstunden (h/d)    | 4,3  | 5,1  | 6,3  | 7,1  | 7,4  | 7,6  | 7,2  | 7,0  | 7,0  | 6,4  | 4,9  | 4,8  | ⌀ | 6,3  |
|                        |      |      |      |      |      |      |      |      |      |      |      |      |   |      |
| Regentage (d)          | 12   | 9    | 9    | 11   | 10   | 7    | 7    | 8    | 8    | 11   | 13   | 11   | Σ | 116  |
|                        |      |      |      |      |      |      |      |      |      |      |      |      |   |      |
| Wassertemperatur (°C)  | 13,4 | 12,8 | 12,6 | 13,1 | 14,4 | 16,6 | 18,9 | 19,9 | 19,1 | 17,3 | 15,3 | 14,1 | ⌀ | 15,6 |
|                        |      |      |      |      |      |      |      |      |      |      |      |      |   |      |
| Luftfeuchtigkeit (%)   | 82   | 80   | 80   | 80   | 80   | 79   | 78   | 78   | 79   | 81   | 82   | 81   | ⌀ | 80   |

| 7,2 |

| 6,6 |

| 7,6 |

| 8,7 |

| 10,8 |

| 13,7 |

| 15,5 |

| 16,2 |

| 15,1 |

| 12,8 |

| 9,6 |

| 7,9 |

| 7,2 |

| 6,6 |

| 7,6 |

| 8,7 |

| 10,8 |

| 13,7 |

| 15,5 |

| 16,2 |

| 15,1 |

| 12,8 |

| 9,6 |

| 7,9 |

Das Klima zeichnet sich durch mäßig warme Sommer und milde Winter aus. Es herrscht ganzjährig eine hohe Luftfeuchtigkeit zwischen 78 % und 82 %. 46 % der Niederschläge fallen in den vier Monaten Oktober bis Januar. Der November ist der feuchteste Monat des Jahres und fast dreimal so niederschlagsreich wie der Juli, der trockenste Monat des Jahres. Niederschlagsmengen und Anzahl der Regentage pro Monat nehmen in den Sommermonaten Juni bis August ab. Das Klima ist als Ozeanklima (Cfb-Klima) nach Köppen und Geiger klassifiziert.

## Strände

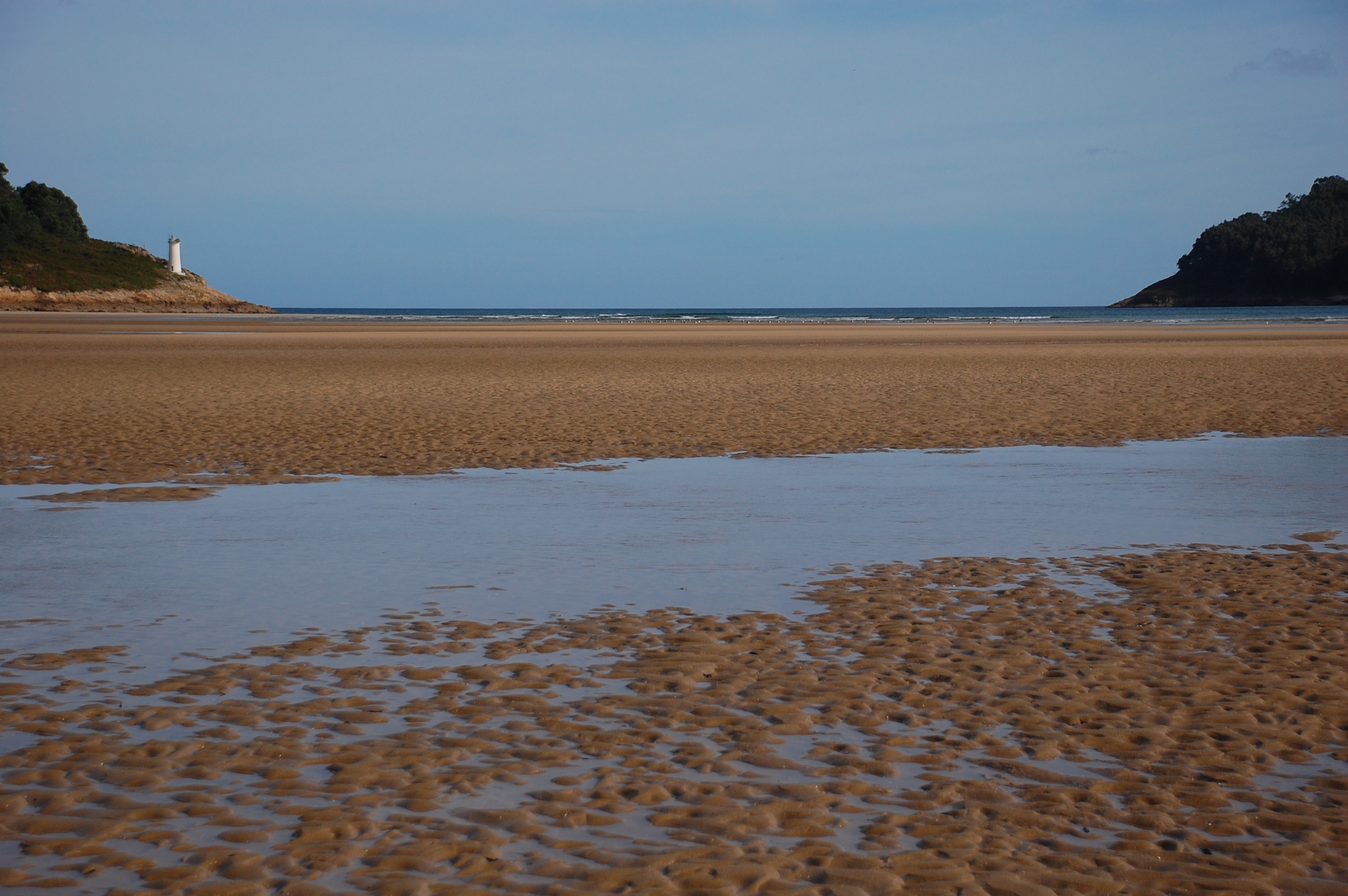
Playa de Arealonga

An der Küste der Gemeinde gibt es sechs Strände:
- Playa de Abrela, Blaue Flagge seit 2009
- Playa de Area Grande, Promenade von mehreren Kilometern Länge
- Playa de Xilloi, Blaue Flagge seit vielen Jahren; 2015 erhielt er die Auszeichnung zurück.
- Playa de Caolín, weißer Sand
- Playa de Vidreiro, einer der nächstgelegenen Strände zum Stadtzentrum von O Vicedo
- Playa de Arealonga, mit einer Länge von 1300 m ist es ein großer und geschützter Strand aus feinem weißen Sand[6]

## Bevölkerungsentwicklung der Gemeinde
Legende: Riobarba___Vicedo___O Vicedo

Quelle: INE-Archiv – grafische Aufarbeitung für Wikipedia
Nach einem Anwachsen der Gemeindegröße auf über 4500 Einwohner um 1900 sank die Zahl der Bevölkerung in der Folgezeit bis unter 2000.
| Männer | Alterstufe | Frauen |
| ------ | ---------- | ------ |
| 0      | 100+       | 0      |
| 3      | 95–99      | 9      |
| 10     | 90–94      | 26     |
| 34     | 85–89      | 53     |
| 51     | 80–84      | 39     |
| 48     | 75–79      | 67     |
| 70     | 70–74      | 70     |
| 61     | 65–69      | 69     |
| 61     | 60–64      | 73     |
| 72     | 55–59      | 60     |
| 61     | 50–54      | 46     |
| 62     | 45–49      | 56     |
| 49     | 40–44      | 62     |
| 41     | 35–39      | 38     |
| 53     | 30–34      | 38     |
| 25     | 25–29      | 29     |
| 31     | 20–24      | 23     |
| 20     | 15–19      | 26     |
| 22     | 10–14      | 27     |
| 23     | 5–9        | 23     |
| 15     | 0–4        | 11     |

Am 1. Januar 2021 waren ca. 53 % der Bevölkerung (58 % der Männer, 50 % der Frauen) im erwerbsfähigen Alter (20–64), während dieser Wert für ganz Spanien ca. 61 % betrug.
Eine erhebliche Überalterung der Bevölkerung der Gemeinde zeigt folgende Tabelle, bei der das Verhältnis von Gruppen von älteren Personen mit Gruppen von Personen der jüngeren Generation verglichen wird:
| Alter | Anzahl Personen | Alter | Anzahl Personen | Provinz | Galicien | Spanien |
| ----- | --------------- | ----- | --------------- | ------- | -------- | ------- |
| 60–64 | 100             | 20–24 | 40              | 49      | 58       | 79      |
| 55–59 | 100             | 15–19 | 35              | 45      | 57       | 71      |
| 50–54 | 100             | 10–14 | 46              | 47      | 56       | 68      |

## Gemeindegliederung
Die Gemeinde O Vicedo ist in sieben Parroquias gegliedert:
| Parroquias             | Patrozinium  | Einwohner 2024 | Fläche km² | Dichte Einw./km² | Höhe msnm | Ortskennzahl |
| ---------------------- | ------------ | -------------- | ---------- | ---------------- | --------- | ------------ |
| Cabanas                | Santa María  | 70             | 20,47      | 3                | 411       | 27064010000  |
| Mosende                | San Pedro    | 34             | 4,14       | 8                | 237       | 27064020000  |
| Río Barba              | San Paulo    | 80             | 16,52      | 5                | 337       | 27064040000  |
| San Miguel de Negradas | San Miguel   | 145            | 13,58      | 11               | 39        | 27064030000  |
| San Román de Vale      | San Román    | 192            | 6,57       | 29               | 49        | 27064060000  |
| Suegos                 | Santa María  | 297            | 5,08       | 58               | 76        | 27064050000  |
| O Vicedo               | Santo Estevo | 795            | 9,21       | 86               | 16        | 27064070000  |

Der Hauptort der Gemeinde, O Vicedo, befindet sich in der gleichnamigen Parroquia.

## Sehenswürdigkeiten
- Mámoa de Monte Padró

- Mámoa de Campo dos Lagos

- Castro de Suegos

Die Überreste eines Castros liegt an einer strategischen Position 60 Meter hoch am Ende der Parroquia Suegos, angrenzend an den Strand von Pereira, der Spitze von Trascastro und den Hafen de la Alegría. Der Graben ist zu erkennen, der das Castro umgab, sowie eine große Menge an Steinen von der Außenmauer.
- Kirche Santa María de Cabanas

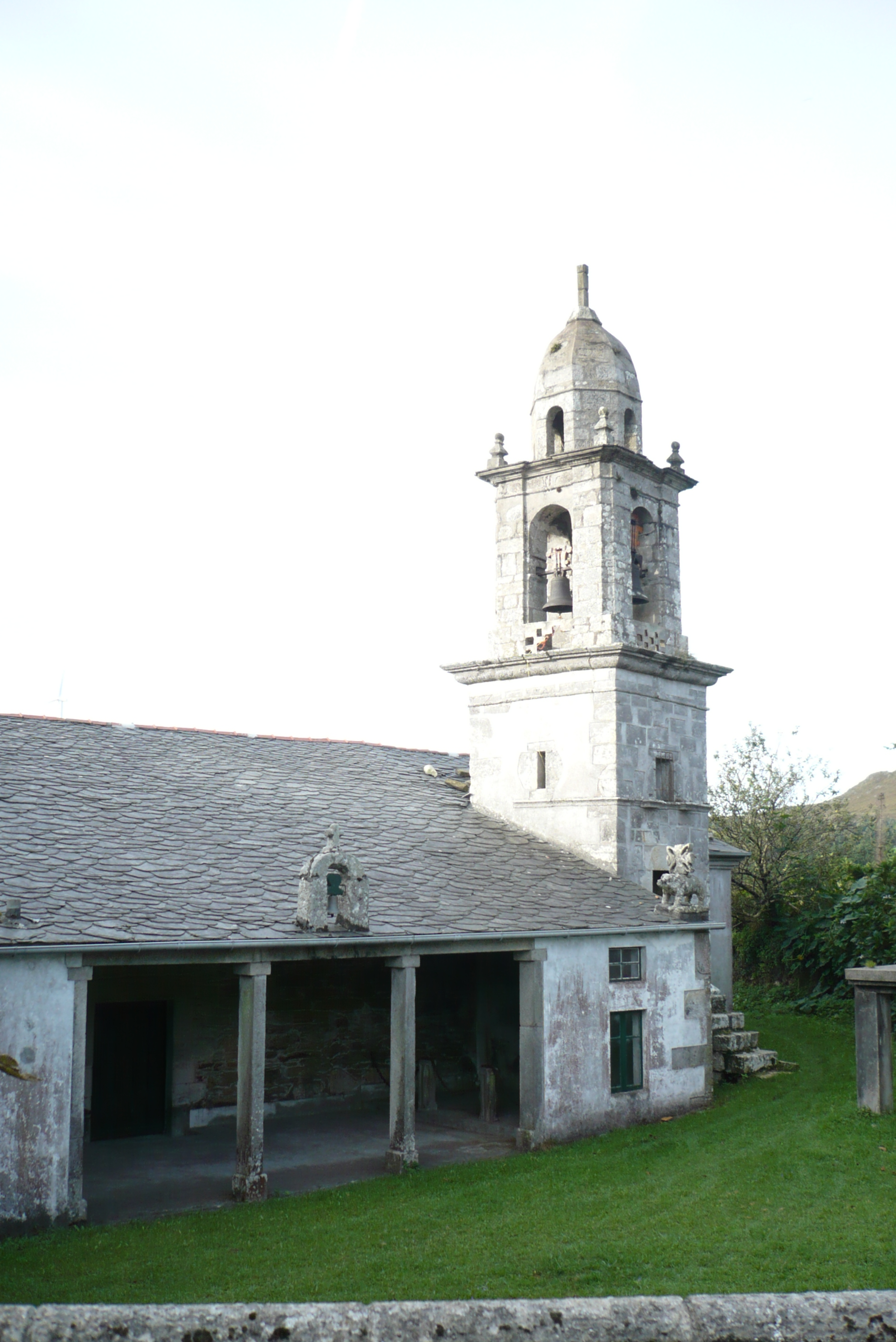
Kirche Santa María de Cabanas

Sie wurde 1392 errichtet und ist eine der drei Kirchen, die Fernán Pérez de Andrade in dieser Region gebaut hat.
- Kirche Santa María de Suegos

Früher Santa María de Suevos genannt, in Erinnerung an die Sueben, eine germanische Volksgruppe, die in Galicien einfiel. Die Kirche wurde im 16. Jahrhundert erbaut mit Umgestaltungen im 18. Jahrhundert.
Von der Spitzbogenarbeit des fünfzehnten Jahrhunderts ist das Kirchenschiff mit seinen Wänden erhalten, auf denen das Wappen des Hauses Andrade zu erkennen ist, ebenso auf dem Tympanon oberhalb des Hauptportals. Die Figur eines lebensgroßen Wildschweins befindet sich auf dem Ende des Vordachs des Portikus.
- Kirche San Román do Val

Sie wurde im 14. Jahrhundert errichtet mit nachfolgend umgebaut. Rechteckiges Kirchenschiff mit einem Haupteingang aus Flachbögen und einer weiteren Tür aus Rundbogen derzeit vermauert in der Südfassade.
- Kirche San Miguel de Negrados

Romanische Kirche aus dem 12. und 13. Jahrhundert, deren Hauptaltar aus drei Körpern besteht. Die zentrale zeigt einige Hochreliefs des Schutzheiligen des Erzengels Michael. Auf beiden Seiten sieht man ovale Medaillons in Öl auf Holz mit dem heiligen Petrus (mit Glatze, weißem Bart und den Schlüsseln) und ein weiteres von Paulus mit dem Buch und dem Schwert.
- Kirche San Pablo de Riobarba

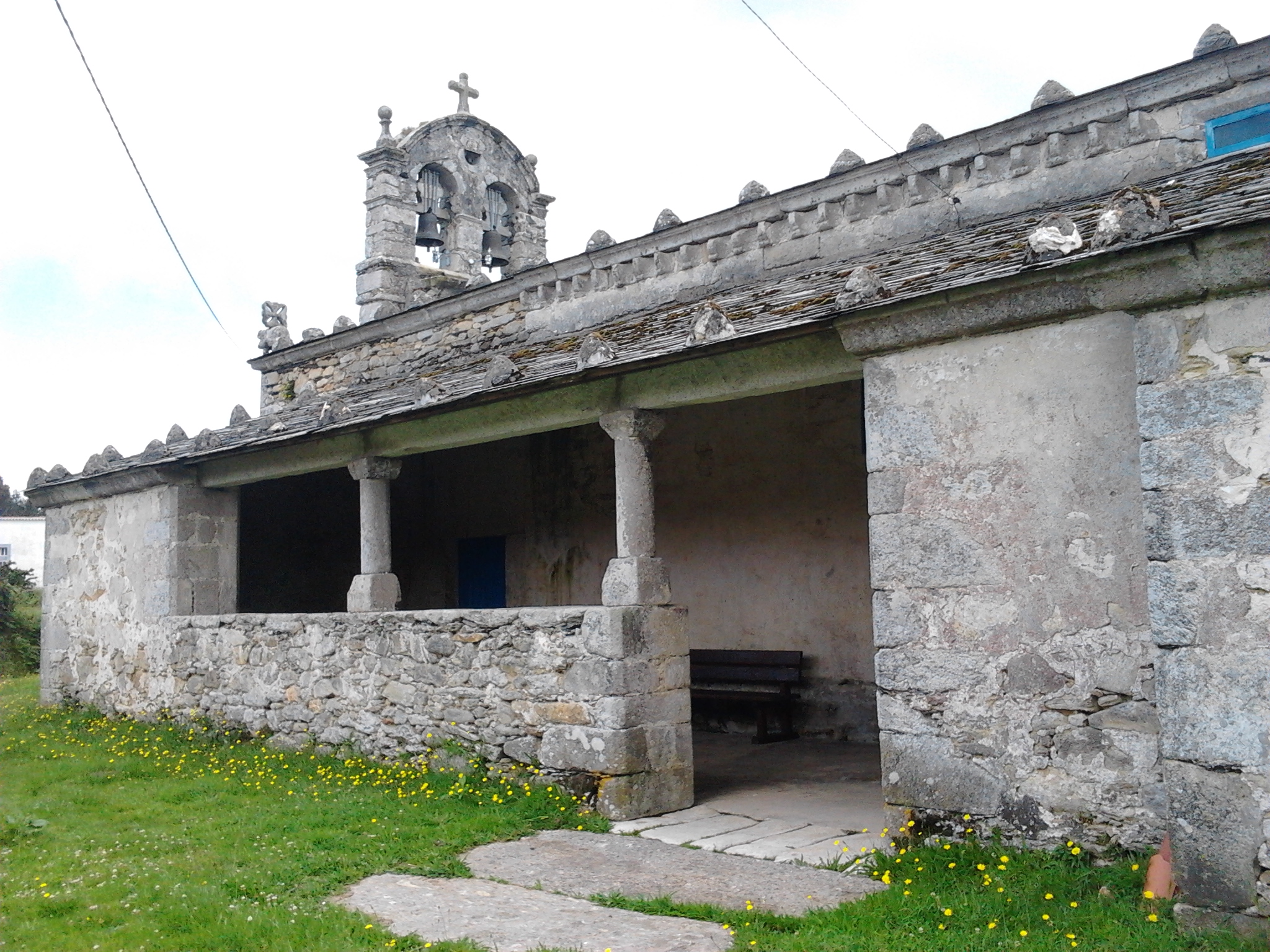
Kirche San Pablo de Riobarba

Dem Vernehmen nach wurde sie von Fernán Pérez de Andrade am Ende des 14. Jahrhunderts gebaut. Sie hat ein rechteckiges Kirchenschiff mit einem Holzdach an zwei Seiten und einer Fülle von glatten Konsolen am Dach.
- Kirche San Esteban de O Vicedo

Sie erfuhr umfangreiche Umgestaltungen im 17. Jahrhundert. Die Kirche besitzt drei Schiffe, die durch quadratische Pilaster getrennt sind, die längs durch halbrunde Bögen verbunden sind.
- Kapelle de Trala Veiga

Der Überlieferung nach verbindet die Bilder der Jungfrau dieser Kapelle und die von Puerto de Santa María de Riobarba y Devesos drei Ordensschwestern, von der sich eine dem Schutz der Pilger, eine andere dem Schutz der Menschen des Landes und die dritte der Pflege der Herden widmete.
- Kapelle de San Roque

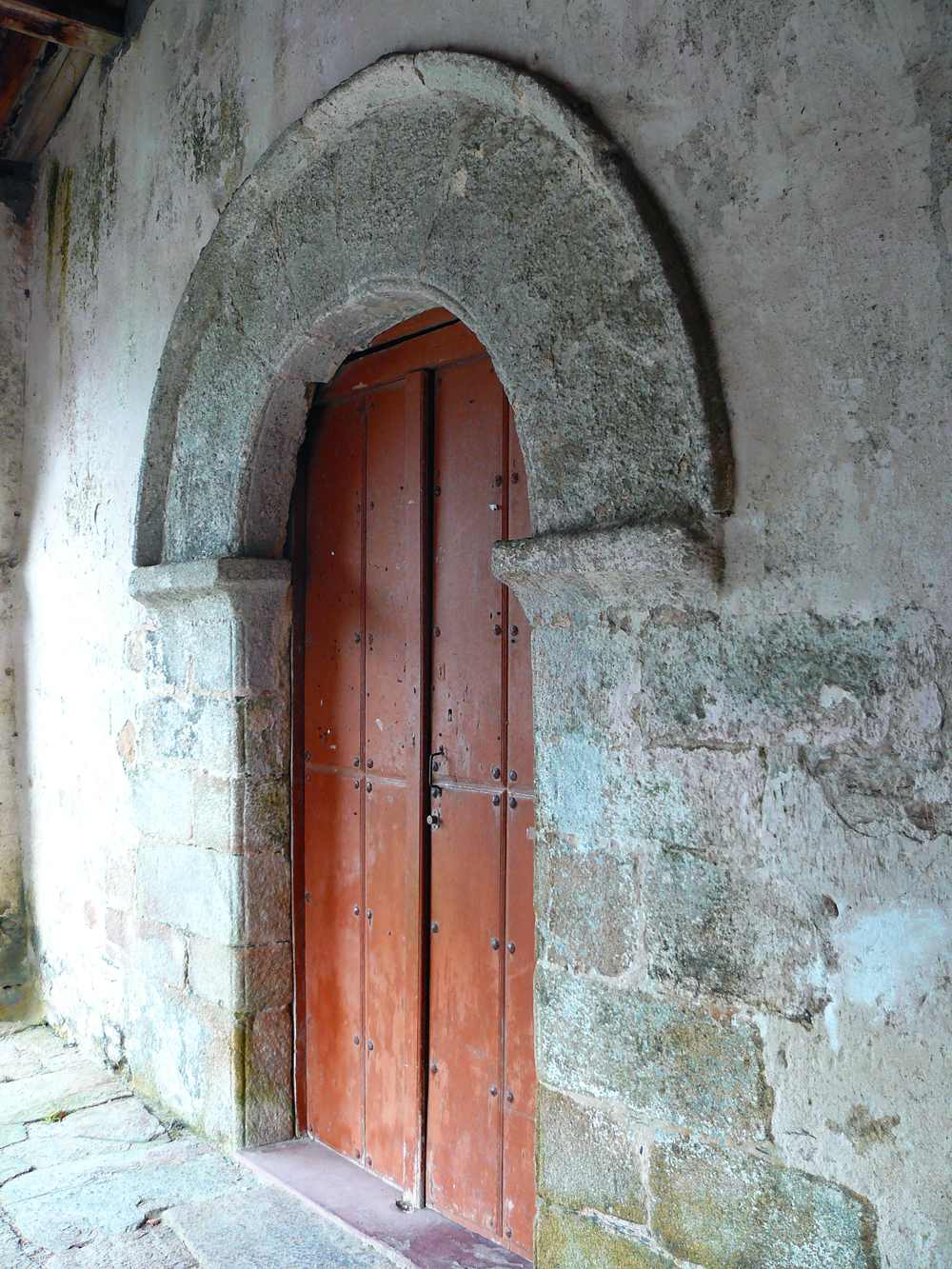
Kapelle de San Roque

Don Gómez Pérez das Mariñas baute in der zweiten Hälfte des 16. Jahrhunderts in der Parroquia San Miguel de Negradas, in der er mehrere Jahre wohnte, eine Kapelle zu Ehren von des heiligen Rochus neben dem Turm von Pazo de Outeiro, die seiner ersten Frau Doña María Sarmiento gehörte. Ein beliebtes barockes Altarbild ist erhalten.
- Kapelle de las Angustias

Dem Zentralarchiv von Viveiro zufolge ist bekannt, dass Don Gabriel Chao, Prokurator der Parroquia Riobarba, und sein Nachbar Luis de Bono am 27. Mai 1650 zusammen mit Luis López und Pedro González, Nachbarn aus Viveiro, das Werk und Reparaturen dieser Einsiedelei Mater Dolorosa vereinbarten.
- Ponte do Porto

Alte Brücke über den Fluss Sor von ungewisser Herkunft, obwohl es sich aufgrund der verwendeten Materialien, die denen der Mauer von Lugo ähneln, und der romanischen Form der drei Bögen um eine mittelalterliche Brücke handeln könnte, die ursprünglich von den Römern erbaut wurde und zur Camino Real zwischen Viveiro und Ortigueira gehört.
Aus Mauerwerk und mit halbkreisförmigen Bögen, in seiner Mitte zehn Meter über dem Wasserspiegel kann man noch den Meilenstein sehen, der auf die Grenze zwischen den alten Provinzen Betanzos und Mondoñedo hinwies.
- Ponte de Vicedo

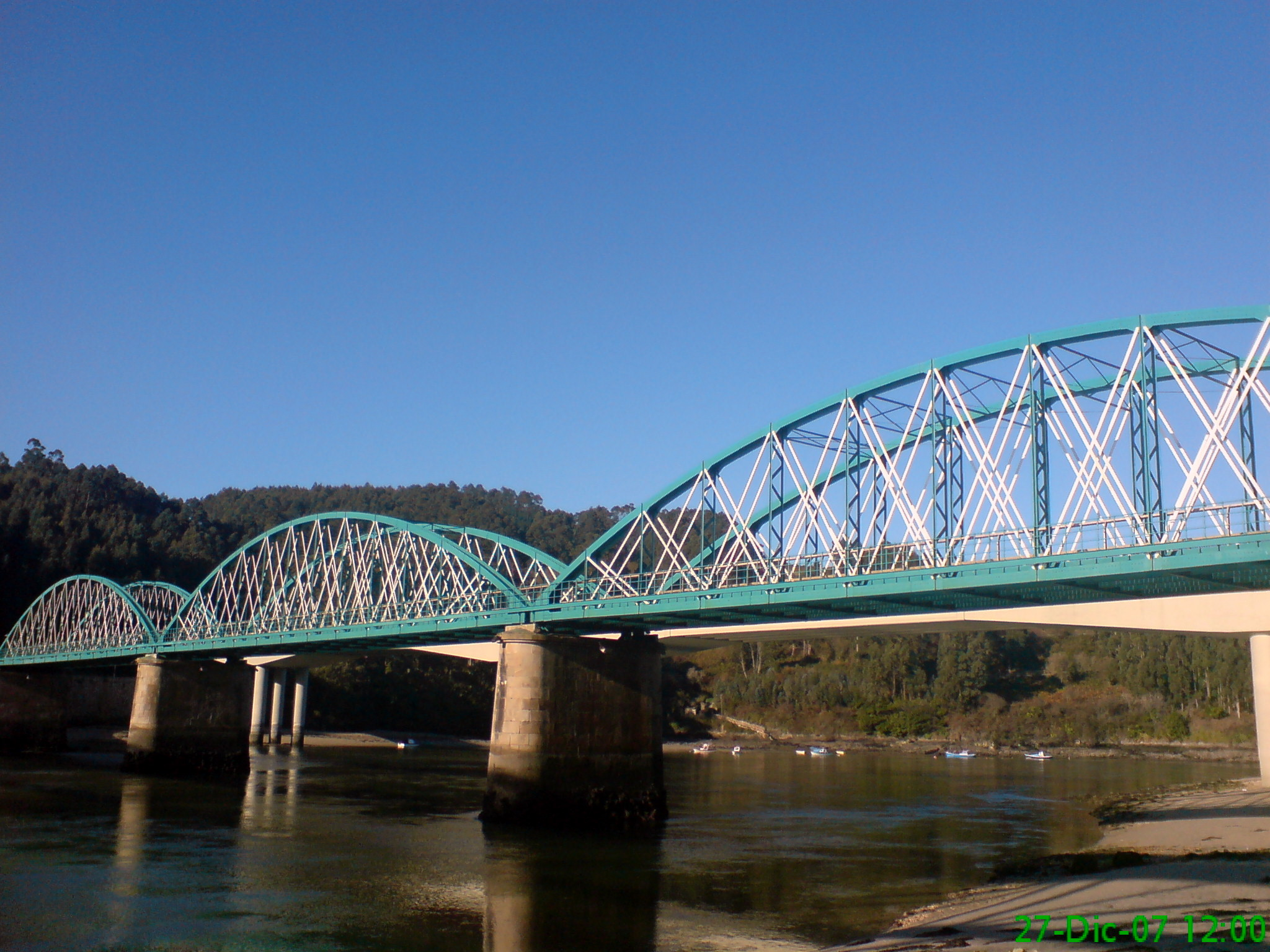
Ponte de Vicedo

Metallbrücke vom Anfang des Jahrhunderts über die Mündung des Flusses Sor, der die Provinzen Lugo und A Coruña teilt. Es besteht aus drei gleichen Abschnitten von jeweils 18,10 m Länge, parabolisch in der Form und mit Bürgersteigen. Die Breite des zentralen Teils, der früher für Kutschen und Kavallerie bestimmt war, beträgt fünf Meter, die Gehwege sind jeweils einen Meter breit.
Sie wurde von der Maquinista Terrestre y Marítima de Barcelona erbaut, kostete etwa 528.000 Pesetas und wurde am 1. November 1901 der Öffentlichkeit zugänglich gemacht.

## Wirtschaft
| Ackerbau, Viehzucht und Fischerei                                                  | 053 | 011,11 |
| Industrie                                                                          | 072 | 015,09 |
| Bauwirtschaft                                                                      | 054 | 011,32 |
| Dienstleistungsbetriebe                                                            | 298 | 062,47 |
| Total                                                                              | 477 | 100,00 |
| * Daten aus dem Statistischen Amt für Wirtschaftliche Entwicklung in Galicien, IGE |     |        |

## Verkehr
Die Gemeinde liegt fernab von Fernverkehrsstraßen. Die Provinzstraße LU-862 führt verläuft nahe der Küste entlang und verbindet die Gemeinde im Westen mit Mañón, im Osten mit Viveiro. Die Landstraße LU-P-6402 führt durch das Gebiet der Gemeinde von Nord nach Süd.
Durch das Gebiet der Gemeinde führt die Bahnstrecke Ferrol–Gijón ohne Haltepunkt in O Vicedo.